# Barry Sheene
Barry Stephen Frank Sheene MBE (* 11. September 1950 in London, England; † 10. März 2003 in Australien) war ein britischer Motorradrennfahrer. 1976 und 1977 war er Weltmeister in der 500-cm³-Klasse.

## Leben
Barry Sheene wurde in der Gray’s Inn Road in Bloomsbury, London, als zweites Kind von Frank und Iris Sheene geboren. Sein Vater war Ingenieur am Royal College of Surgeons und selbst ein erfahrener Motorradfahrer, Mechaniker und ehemaliger Rennfahrer. Er wuchs in Queen Square, Holborn, London, auf. Vor dem Beginn seiner Motorsport-Karriere arbeitete Sheene als Bote und Lieferfahrer.

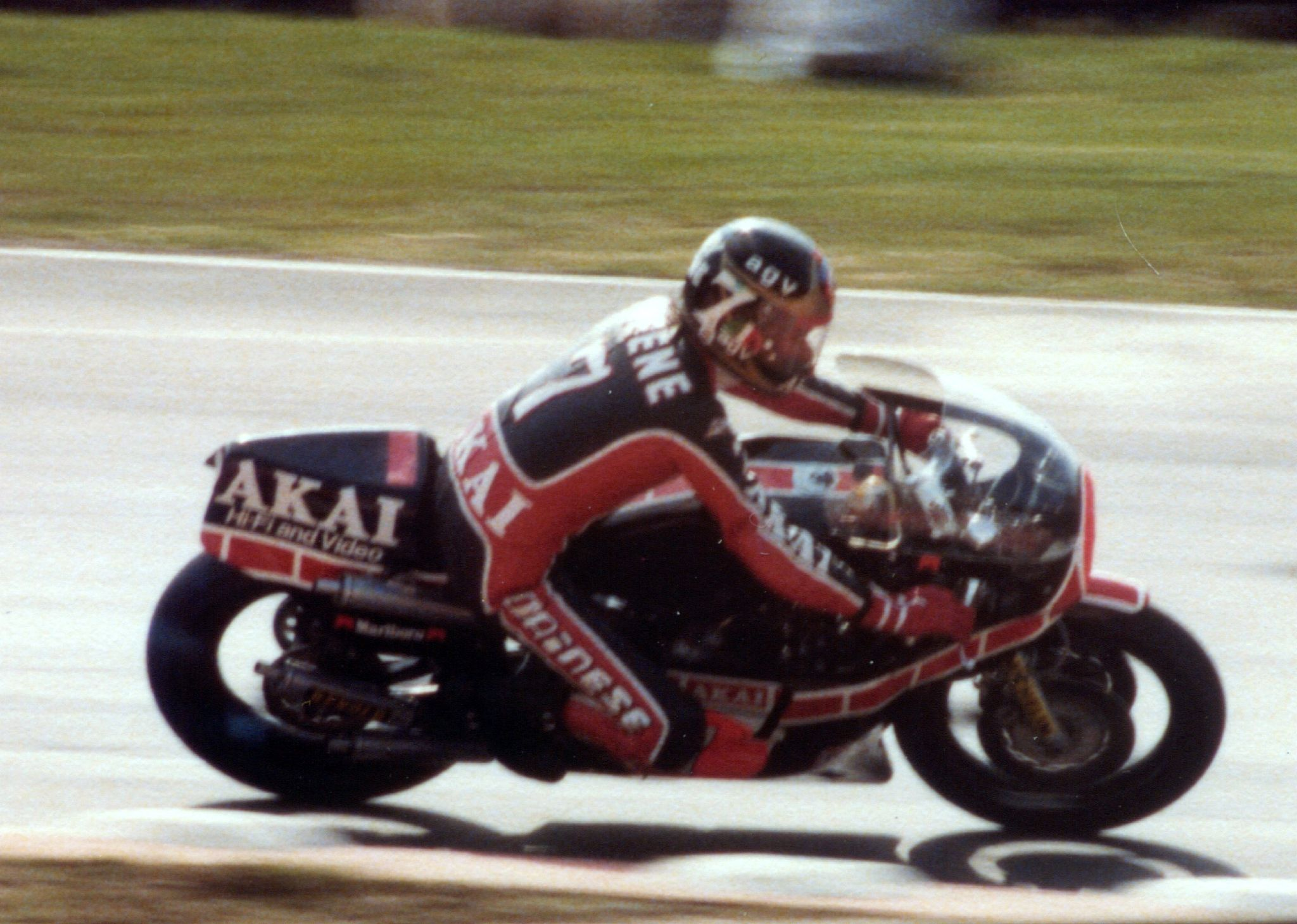
Barry Sheene auf Yamaha TZ 500 (OW 54)

Sheene genoss einen verschwenderischen Lebensstil. Privat war er als Partylöwe bekannt und verkehrte mit Freunden wie James Hunt, Ringo Starr und George Harrison. Er trank viel und war Kettenraucher, in den Kinnbügel seines Integralhelms hatte er ein Loch gebohrt, sodass er bis kurz vor dem Start eines Rennens rauchen konnte.
Sheene war bekannt für seine unverblümte Kritik an Rennstrecken, die er für gefährlich hielt, insbesondere am Snaefell Mountain Course auf dem die Isle of Man TT ausgetragen wurde, und den er für zu gefährlich für die Austragung eines Weltmeisterschaftslaufes hielt.
Nach seiner Heirat mit dem britischen Model Stefanie McLean wurde er ruhiger und ging nach Australien, vor allem wegen des Klimas, da er an Arthritis litt. Nach seiner Rennzeit wurde er ein erfolgreicher Geschäftsmann im Bereich Immobilienentwicklung, und arbeitete als Motorsport-Kommentator.
Im Juli 2002, im Alter von 51 Jahren, wurde bei Sheene Speiseröhren- und Magenkrebs diagnostiziert. Sheene lehnte eine konventionelle Behandlungen mit Chemotherapie ab und entschied sich stattdessen für einen ganzheitlichen Ansatz mit einer strengen Diät, die vom österreichischen „Heilpraktiker“ Rudolf Breuss entwickelt wurde und darauf abzielte, dem Krebs die Nahrung (Grundlage) zu entziehen. Er starb Im März 2003 im Alter von 52 Jahren in einem Krankenhaus im Bundesstaat Queensland. Er hinterließ zwei Kinder.
Chris Vermeulen, dessen Freund und Förderer Sheene war, startete 2008 und 2009 im Gedenken an ihn mit seiner Startnummer, der Nummer 7.

## Sportliche Laufbahn

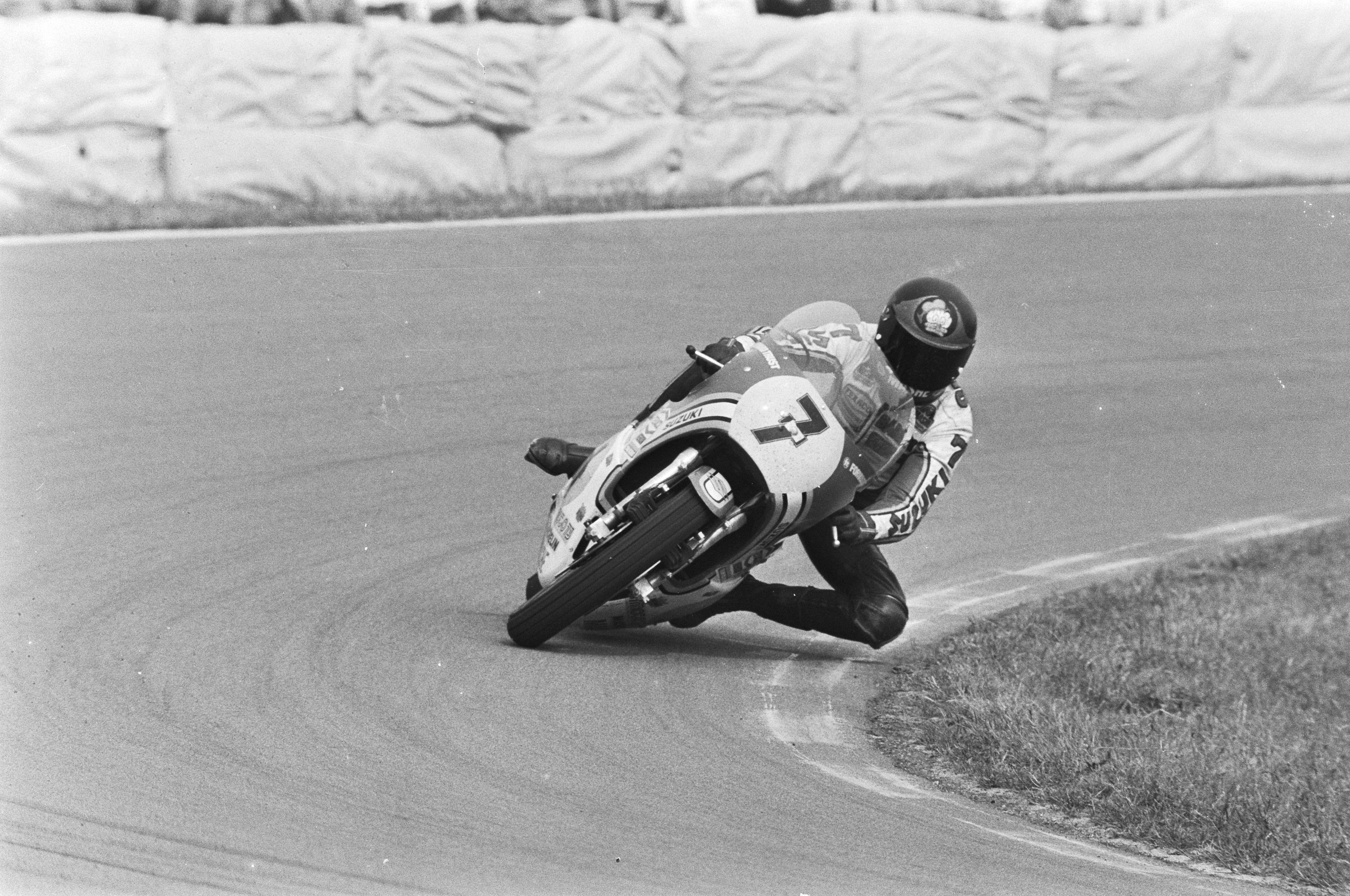
Barry Sheene auf Suzuki 500, TT in Assen (1976)

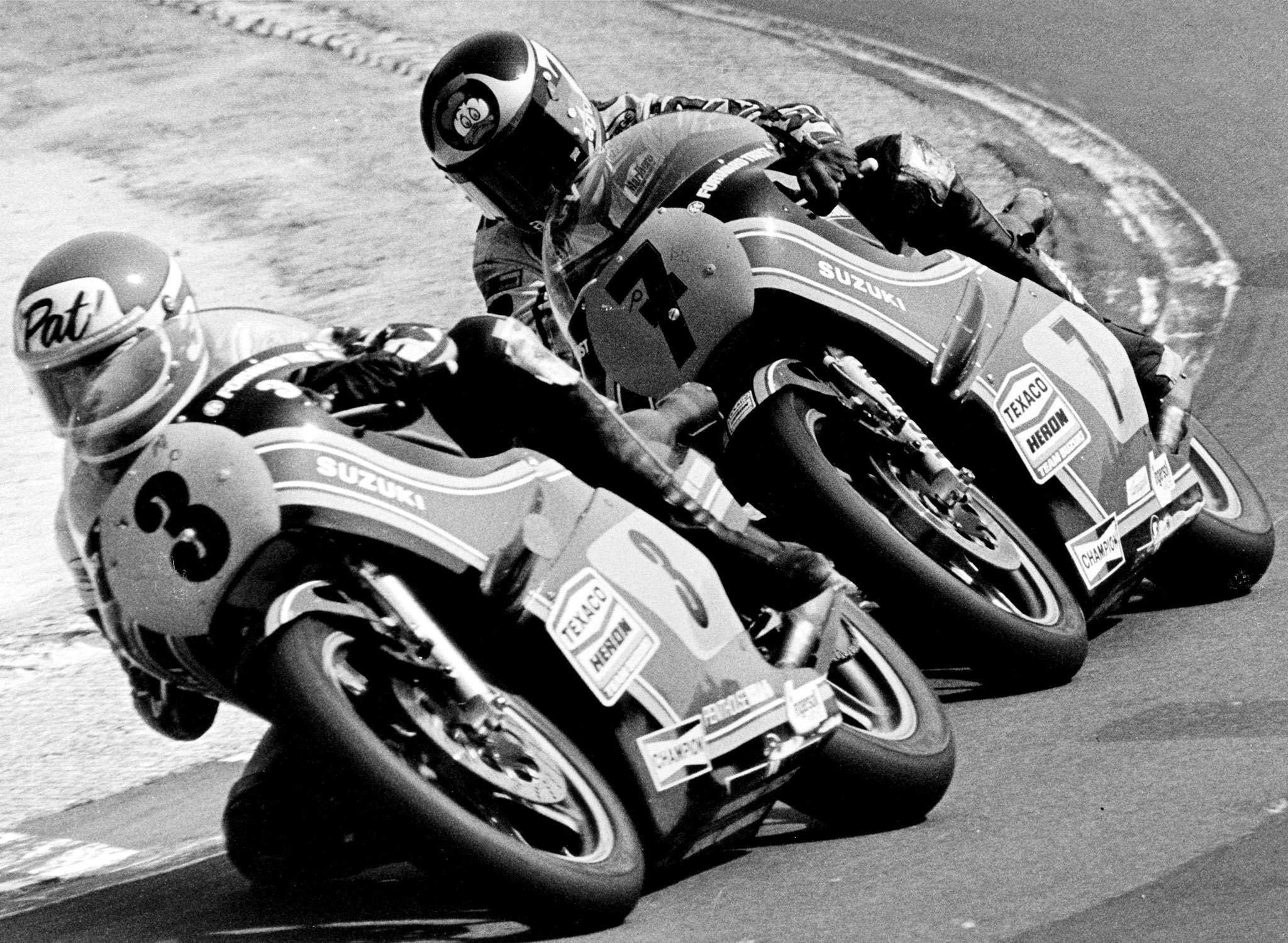
Sheene hinter Pat Hennen (1978)

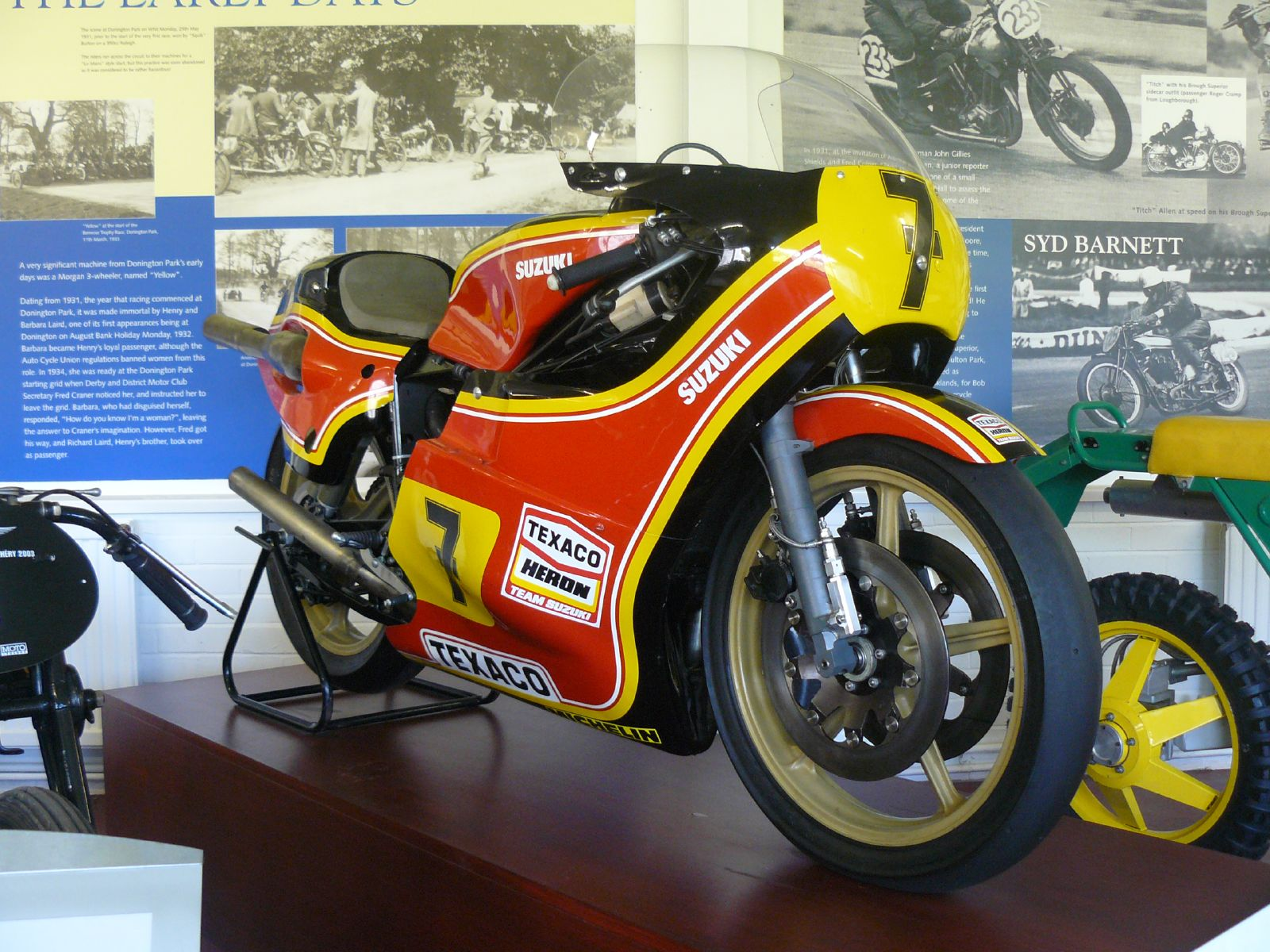
Barry Sheenes Suzuki RG 500 / Version XR27, 125 PS, bis zu 290 km/h (1979)

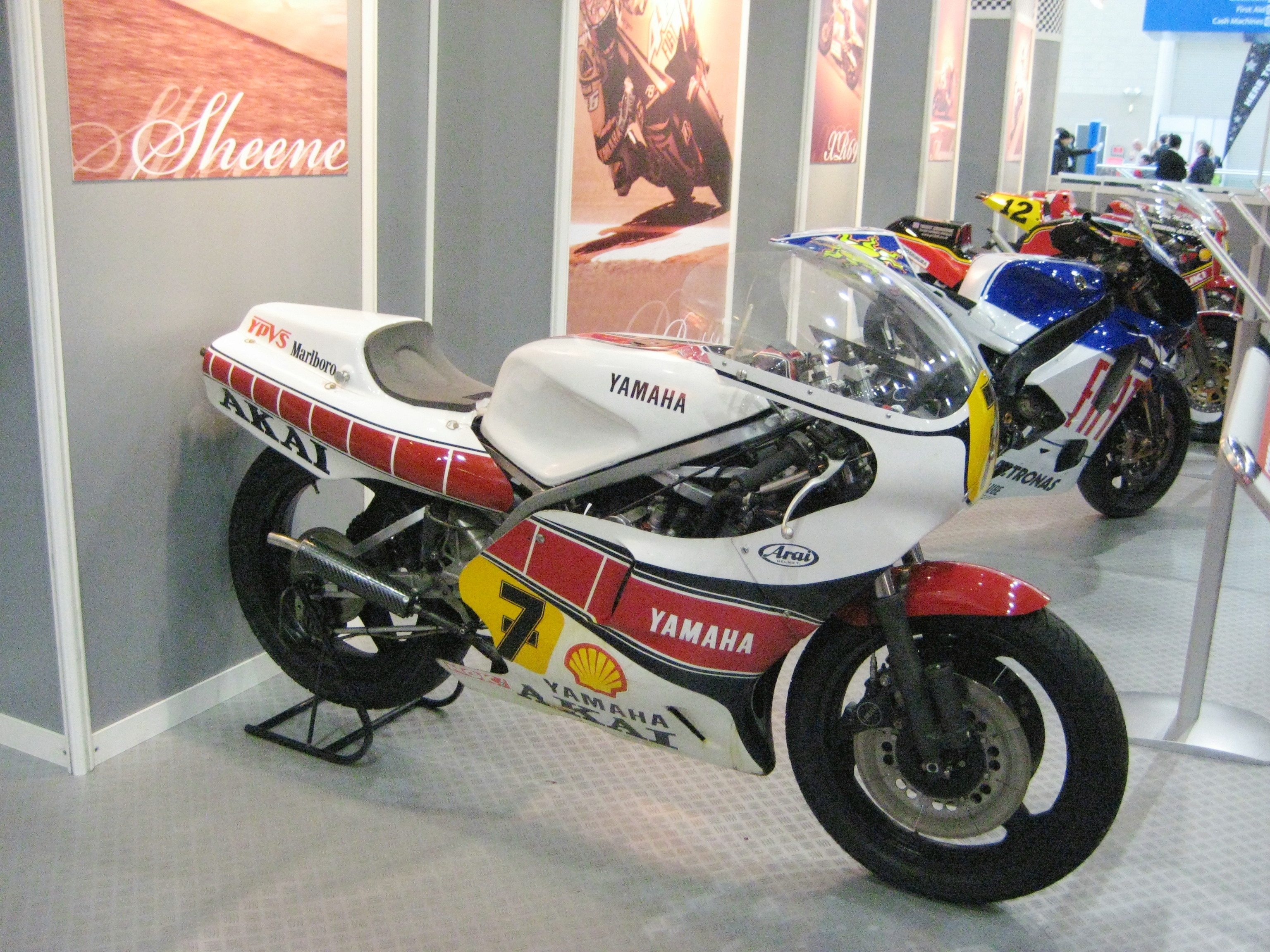
Barry Sheenes Yamaha 500 / Version OW53 (1981)

1968 begann Sheene mit Motorradrennen auf den alten 125er und 250er Bultaco-Maschinen seines Vaters (der seine Karriere 1956 beendet hatte), und gewann erste Rennen in Brands Hatch.
1969 belegte er mit seiner 125er-Bultaco in einer nationalen Rennserie den zweiten Platz hinter Chas Mortimer.
1970 wurde Sheene im Alter von 20 Jahren britischer Meister in der 125-cm³-Klasse. Er hatte für 2000 Britische Pfund eine ehemalige Suzuki Werksmaschine (eine Zweizylinder RT67) gekauft, die zuvor von Stuart Graham gefahren wurde. Ein erster internationaler Achtungserfolg war der zweite Platz beim GP von Spanien.
1971 wurde er mit der Suzuki RT67 Zweiter in der 125er-Weltmeisterschaft, wobei er den Titel wahrscheinlich nur verpasste, weil er sich in Rennen, die nicht zur Meisterschaft zählten (Hengelo / Niederlande und Mallory Park) Verletzungen zugezogen hatte. Seinen ersten Grand-Prix-Sieg errang er in Belgien. Kurz darauf folgte der Sieg in der 50-cm³-Klasse auf einer Van Veen Kreidler beim Großen Preis der Tschechoslowakei auf dem Masaryk-Ring, wo er mit über zweieinhalb Minuten vor dem Zweitplatzierten Herman Meijer (NED / auf Jamathi) ins Ziel kam.
1972 bekam Sheene von Yamaha eine werksunterstützte Yamaha YZ635 für die 250er-Weltmeisterschaft. Damals hatte Yamaha kein eigenes Rennteam, aber Sheene war einer von sechs Fahrern, die Unterstützung vom Werk erhielten. Beim Grand Prix der Nationen in Imola Ende Mai, stürzte er im Training und brach sich das Schlüsselbein, was ihn daran hinderte, am Rennen teilzunehmen. Auch für die Isle of Man TT und die nächsten sieben Rennen der WM, die alle kurz hintereinander im Juni und Juli stattfanden war Sheene nicht fit für die Teilnahme.
1973 pausierte er in der regulären Weltmeisterschaft und gewann den Preis der FIM in der Formel 750 auf Suzuki TR 750. In Silverstone tauschte Sheene zwischen den beiden Läufen sein Motorrad. Er wurde daraufhin für den zweiten Lauf von der Wertung ausgeschlossen und verlor damit die acht Punkte für Rang drei. Die nachfolgenden Fahrer wurde jeweils um einem Platz heraufgestuft. In Hockenheim wurde die ursprüngliche Wertung, nach der die Addition der Zeiten der beiden Läufe für die Punkteverteilung herangezogen wurde, von Suzuki angefochten. Daraufhin wurde ein neues System angewandt, das Punkte für jeden Lauf vergab, deren Addition die Gesamtwertung ergab. Erwähnenswert ist, dass er in der gesamten Historie der Serie der einzige Champion war, der nicht auf Yamaha antrat.
1974 stellte Suzuki Sheene eine RG500 zur Verfügung, mit der er einen zweiten, dritten und vierten Platz belegte, 30 Punkte erzielte und den sechsten Platz in der Weltmeisterschaft holte. Im gleichen Jahr gewann er das prestigeträchtige, nicht zur WM zählende, Mallory Park Race of the Year auf einer 750er Suzuki.

In den Jahren 1976 und 1977 war Sheene Weltmeister in der 500er-Klasse auf Suzuki RG 500. Nach weiteren erfolgreichen Jahren bei den 500ern zog er sich 1984 aus dem Grand-Prix-Sport zurück.

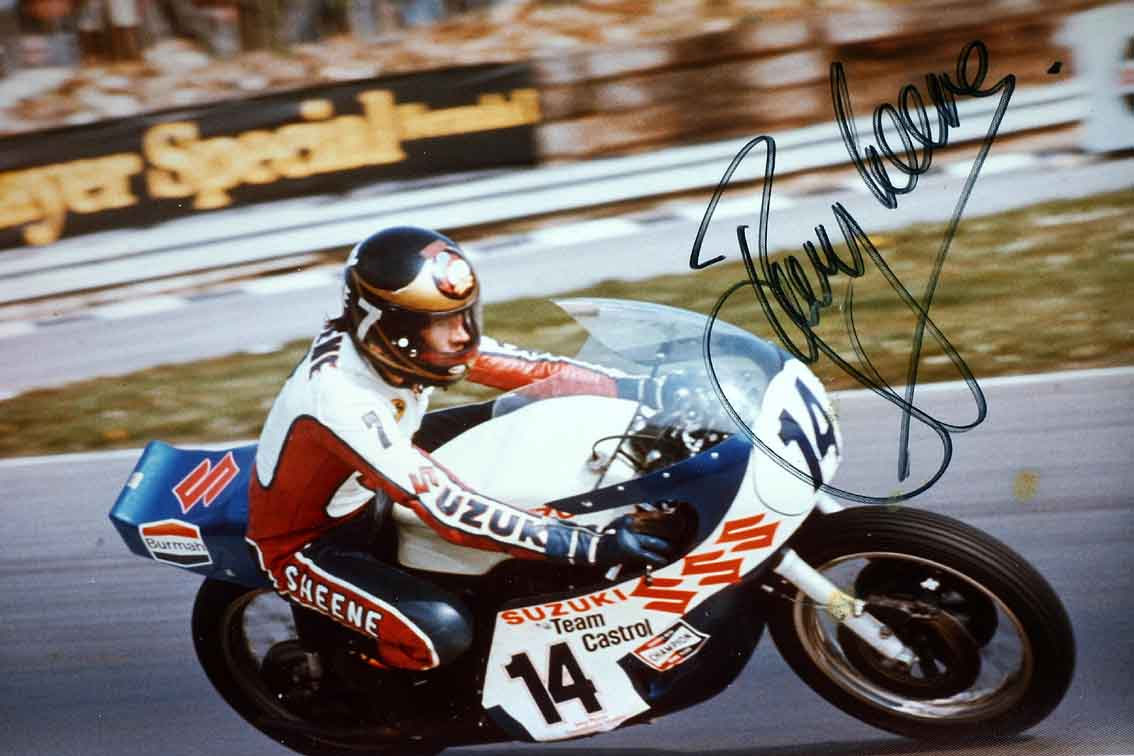
Barry Sheene, signiertes Foto

## Fahrstil
Sheene gilt als Mitbegründer einer neuen Fahrtechnik. Nachdem sein Landsmann Paul Smart zu Beginn der 1970er begann, sich aus Angst vor Stürzen mit dem Körper in die Kurve hineinzulegen, verfeinerte er diese Körperhaltung hin zum Hanging Off. Sheene kann somit als Erfinder dieses bis heute den Rennsport dominierenden Fahrstils gelten.

## Statistik

### Komplette Ergebnisse: Motorrad-Weltmeisterschaft (alle Klassen)
Das Punktesystem ab 1969: 
| Punktewertung | Punktewertung | Punktewertung | Punktewertung | Punktewertung | Punktewertung | Punktewertung | Punktewertung | Punktewertung | Punktewertung | Punktewertung |
| ------------- | ------------- | ------------- | ------------- | ------------- | ------------- | ------------- | ------------- | ------------- | ------------- | ------------- |
| Platz         | 1             | 2             | 3             | 4             | 5             | 6             | 7             | 8             | 9             | 10            |
| Punkte        | 15            | 12            | 10            | 8             | 6             | 5             | 4             | 3             | 2             | 1             |

(Resultate in Fettdruck bedeuten Pole Position; Resultate in Kursiv zeigen „Schnellste Runde“)
| Jahr | Klasse  | Team     | 1      | 2      | 3       | 4      | 5      | 6      | 7       | 8       | 9       | 10      | 11      | 12      | 13    | Punkte | Rang | Siege |
| ---- | ------- | -------- | ------ | ------ | ------- | ------ | ------ | ------ | ------- | ------- | ------- | ------- | ------- | ------- | ----- | ------ | ---- | ----- |
| 1970 | 125 cm³ | Suzuki   | GER -  | FRA -  | YUG -   | IOM -  | NED -  | BEL -  | DDR -   | CZE -   | FIN -   | ULS -   | NAT -   | ESP 2   |       | 12     | 13   | 0     |
| 1971 | 50 cm³  | Kreidler | AUT -  | GER -  |         | NED -  | BEL -  | DDR -  | CZE 1   | SWE 4   |         |         | NAT -   | ESP -   |       | 23     | 6    | 1     |
| 1971 | 125 cm³ | Suzuki   | AUT 3  | GER -  | IOM DNF | NED 2  | BEL 1  | DDR 2  | CZE 3   | SWE 1   | FIN 1   |         | NAT 3   | ESP 3   |       | 79     | 2    | 3     |
| 1971 | 250 cm³ | Derbi    | AUT -  | GER -  | IOM -   | NED -  | BEL -  | DDR 6  | CZE -   | SWE -   | FIN -   | ULS -   | NAT -   | ESP -   |       | 5      | 33   | 0     |
| 1972 | 250 cm³ | Yamaha   | GER -  | FRA -  | AUT 4   | NAT -  | IOM -  | YUG -  | NED -   | BEL -   | DDR -   | CZE -   | SWE -   | FIN -   | ESP 3 | 18     | 13   | 0     |
| 1974 | 500 cm³ | Suzuki   | FRA 2  | GER -  | AUT 3   | NAT -  | IOM -  | NED -  | BEL -   | SWE -   | FIN -   | CZE 4   |         |         |       | 30     | 6    | 0     |
| 1975 | 500 cm³ | Suzuki   | FRA -  | AUT -  | GER -   | NAT -  | IOM -  | NED 1  | BEL DNF | SWE 1   | FIN -   | CZE DNF |         |         |       | 30     | 6    | 2     |
| 1976 | 500 cm³ | Suzuki   | FRA 1  | AUT 1  | NAT 1   | IOM -  | NED 1  | BEL 2  | SWE 1   | FIN -   | CZE -   | GER -   |         |         |       | 72     | 1    | 5     |
| 1977 | 500 cm³ | Suzuki   | VEN 1  | AUT -  | GER 1   | NAT 1  | FRA 1  | NED 2  | BEL 1   | SWE 1   | FIN 6   | CZE -   | GBR NC  |         |       | 107    | 1    | 6     |
| 1978 | 500 cm³ | Suzuki   | VEN 1  | ESP 5  | AUT 3   | FRA 3  | NAT 5  | NED 3  | BEL 3   | SWE 1   | FIN NC  | GBR 3   | GER 4   |         |       | 100    | 2    | 2     |
| 1979 | 500 cm³ | Suzuki   | VEN 1  | AUT 12 | GER NC  | NAT 4  | ESP NC | YUG NC | NED 2   | BEL DNS | SWE 1   | FIN 3   | GBR 2   | FRA 1   |       | 87     | 3    | 3     |
| 1980 | 500 cm³ | Yamaha   | NAT 7  | ESP 5  | FRA NC  | NED NC | BEL -  | FIN -  | GBR NC  | GER -   |         |         |         |         |       | 10     | 15   | 0     |
| 1981 | 500 cm³ | Yamaha   | AUT 4  | GER 6  | NAT 3   | FRA 4  | YUG 5  | NED NC | BEL 4   | RSM 2   | GBR NC  | FIN NC  | SWE 1   |         |       | 72     | 4    | 1     |
| 1982 | 500 cm³ | Yamaha   | ARG 2  | AUT 2  | FRA -   | ESP 2  | NAT -  | NED 3  | BEL 2   | YUG 3   | GBR DNS | SWE DNS | RSM DNS | GER DNS |       | 68     | 5    | 0     |
| 1983 | 500 cm³ | Suzuki   | RSA 10 | FRA 7  | NAT 9   | GER NC | ESP -  | AUT 13 | YUG 13  | NED NC  | BEL -   | GBR 9   | SWE NC  | RSM NC  |       | 9      | 14   | 0     |
| 1984 | 500 cm³ | Suzuki   | RSA 3  | NAT NC | ESP 7   | AUT 10 | GER 10 | FRA 5  | YUG 7   | NED NC  | BEL 9   | GBR 5   | SWE NC  | RSM NC  |       | 34     | 6    | 0     |

### Ergebnisse: „Großer Preis der FIM“  (Formel 750)
Die Punktevergabe war identisch mit der Weltmeisterschaft. Nur die besten vier Ergebnisse eines Fahrers zählten für die Meisterschaft. Gesamtpunktzahl in Klammern.
| Jahr | Pos | Fahrer       | Maschine      | IMO | CHA | AND | HÄM | SIL | HOC | MON | Punkte  |
| ---- | --- | ------------ | ------------- | --- | --- | --- | --- | --- | --- | --- | ------- |
| 1973 | 1   | Barry Sheene | Suzuki TR 750 | -   | 1   | 3   | 2   | DSQ | 2   | 2   | 51 (61) |

| Legende  | Legende            | Legende                                                          |
| Farbe    | Abkürzung          | Bedeutung                                                        |
| -------- | ------------------ | ---------------------------------------------------------------- |
| Gold     | –                  | Sieg                                                             |
| Silber   | –                  | 2. Platz                                                         |
| Bronze   | –                  | 3. Platz                                                         |
| Grün     | –                  | Platzierung in den Punkten                                       |
| Blau     | –                  | Klassifiziert außerhalb der Punkteränge                          |
| Violett  | DNF                | Rennen nicht beendet (did not finish)                            |
| Violett  | NC                 | nicht klassifiziert (not classified)                             |
| Rot      | DNQ                | nicht qualifiziert (did not qualify)                             |
| Rot      | DNPQ               | in Vorqualifikation gescheitert (did not pre-qualify)            |
| Schwarz  | DSQ                | disqualifiziert (disqualified)                                   |
| Weiß     | DNS                | nicht am Start (did not start)                                   |
| Weiß     | WD                 | zurückgezogen (withdrawn)                                        |
| Hellblau | PO                 | nur am Training teilgenommen (practiced only)                    |
| Hellblau | TD                 | Freitags-Testfahrer (test driver)                                |
| ohne     | DNP                | nicht am Training teilgenommen (did not practice)                |
| ohne     | INJ                | verletzt oder krank (injured)                                    |
| ohne     | EX                 | ausgeschlossen (excluded)                                        |
| ohne     | DNA                | nicht erschienen (did not arrive)                                |
| ohne     | C                  | Rennen abgesagt (cancelled)                                      |
| ohne     | keine WM-Teilnahme |                                                                  |
| sonstige | P/fett             | Pole-Position                                                    |
| sonstige | 1/2/3/4/5/6/7/8    | Punktplatzierung im Sprint-/Qualifikationsrennen                 |
| sonstige | SR/kursiv          | Schnellste Rennrunde                                             |
| sonstige | *                  | nicht im Ziel, aufgrund der zurückgelegten Distanz aber gewertet |
| sonstige | ()                 | Streichresultate                                                 |
| sonstige | unterstrichen      | Führender in der Gesamtwertung                                   |

### Erfolge (Überblick)
- 1971 – 125-cm³-Vize-Weltmeister auf Suzuki
- 1973 – Formel-750-Meister auf Suzuki
- 1974 – Sieger des Mallory Park Race of the Year auf Suzuki
- 1975 – Sieger des Mallory Park Race of the Year auf Suzuki
- 1975 – Formel-750-Vize-Meister auf Suzuki
- 1976 – 500-cm³-Weltmeister auf Suzuki
- 1977 – 500-cm³-Weltmeister auf Suzuki
- 1978 – 500-cm³-Vize-Weltmeister auf Suzuki
- 1978 – Sieger des Mallory Park Race of the Year auf Suzuki
- 1979 – 500-cm³-WM-Dritter auf Suzuki
- 23 Grand-Prix-Siege

### Ehrungen
- Aufnahme in die MotoGP Hall of Fame